# AN/AAQ-37

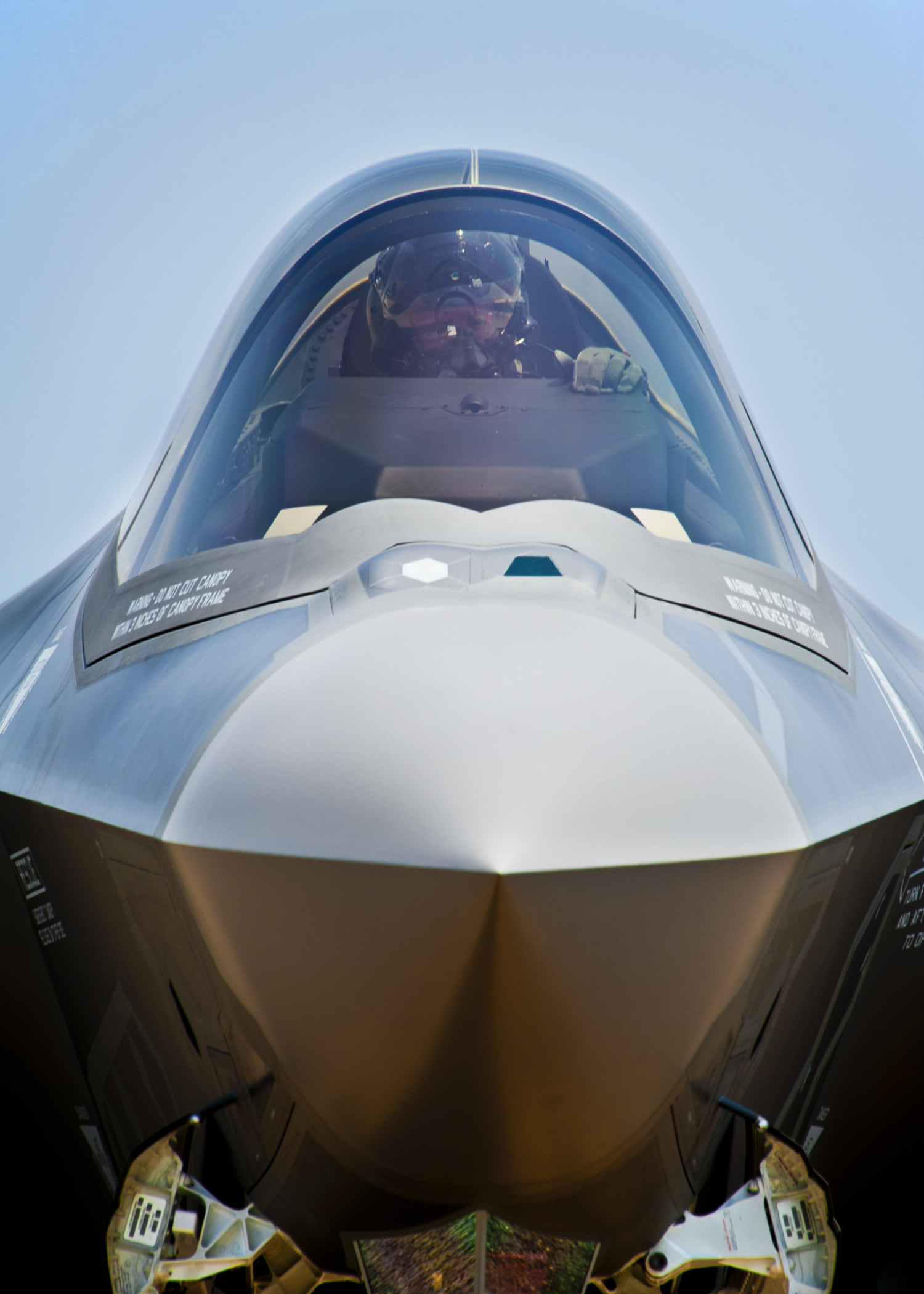
Deux AN / AAQ-37 juste devant le cockpit, au dessus du nez. En dessous, le système de ciblage électro-optique EOTS développé par Lockheed Martin

Le Distributed Aperture System AN / AAQ-37 (DAS) fait partie d'une nouvelle génération de systèmes de capteurs mis en service sur l'avion multirole Lockheed Martin F-35 Lightning II. Le DAS consiste en six capteurs infrarouges à haute résolution intégrés dans le fuselage du F-35 de manière à fournir une couverture sphérique tout autour de l'appareil (4π steradian ) et à fonctionner sans aucune intervention du pilote. 
Le DAS fournit simultanément trois fonctions de base et ce de manière omnidirectionnelle: 
- La détection et la poursuite de missiles (y compris la détection du point de lancement et le repérage de contre-mesures adverses) [3]
- La détection et la poursuite d'aéronefs (connaissance de la situation et repérage des armes air-air dans le domaine visible et infrarouge)
- Images pour les écrans du poste de pilotage et la vision nocturne du pilote (avec la possibilité d'afficher ces images sur le viseur de casque HMDS développé par Vision Systems International )

Le DAS du F-35 a été utilisé lors d'exercices militaires  de préparation opérationnelle en 2011 , lors desquels il a démontré sa capacité à détecter et à suivre des missiles balistiques à des distances supérieures à 800 milles (1 287,4752 km) . La capacité du système à détecter et à suivre simultanément plusieurs petites fusées suborbitales en vol a également été prouvée.  
La première version du DAS, l'AN / AAQ-37 est conçu et produit par Northrop Grumman Electronic Systems. Les capteurs actuellement utilisés peuvent manquer d'acuité lors des vols de nuits par rapport aux lunettes de vision nocturne que les pilotes utilisaient sur d'autres avions. C'est pourquoi ils sont complétés par une caméra NVG intégrée dans le casque. Une version d'essai du DAS a également été utilisée pour détecter des tirs de tank, bien qu'il ne s’agisse «pas d’une exigence du F-35». 